# Johan Vilhelm Beckman
Johan Vilhelm Beckman, född 18 september 1792 i Gårdsby församling, Kronobergs län, död 10 april 1873 i Klara församling, Stockholms stad, var en svensk präst, hymnolog och författare.
Beckman föddes i Gårdsby socken, där fadern Tomas Georg Beckman var mönsterskrivare. Han blev student vid Uppsala universitet 1814, och tog efter sina studier prästerlig ordination i Växjö stift 1818. Han fick därefter anställning i Stockholm som komministeradjunkt i Katarina församling 1819 och blev 1823 kateket i samma församling. 1824 fick han en tjänst som komminister i Klara församling, som han behöll till sin död.
Beckman var 1850–51, 1853–54. 1856–58 och 1859–60 riksdagsledamot för prästeståndet och 1854–57 fullmäktig i riksgäldskontoret.
Under början av 1820-talet framträdde Beckman som författare av en samling av både poetiska och prosaiska uppsatser, kallad Minnen af lediga stunder, och fick ett välvilligt mottagande. 1843 publicerade han en uppsats om äldre tiders andliga diktkonst - Schwedische Bearbeitungen und Uebersetzungen der Sequenzen Dies iræ und Stabat Mater, als Erstlinge Hymnologischer Forschungen som blev en inledning till hans stora hymnologiska verk: Den nya Swenska Psalmboken, framställd uti Försök till Swensk Psalmhistoria 1845–1872. Det sistnämnda arbete utgavs senare i ett sammandrag.